# 23887 Shinsukeabe
23887 Shinsukeabe è un asteroide della fascia principale. Scoperto nel 1998, presenta un'orbita caratterizzata da un semiasse maggiore pari a 2,8158476 UA e da un'eccentricità di 0,0585807, inclinata di 5,66867° rispetto all'eclittica.